# سیارک ۲۲۲۴۰۳
سیارک ۲۲۲۴۰۳ (به انگلیسی: 222403 Bethchristie، نامگذاری:2001FK31)۲۲۲۴۰۳مین سیارک کشف شده‌است که در ۲۲ مارس ۲۰۰۱ کشف شد.